# Leionema obtusifolium
Leionema obtusifolium là một loài thực vật có hoa trong họ Cửu lý hương. Loài này được (Paul G. Wilson) Paul G. Wilson mô tả khoa học đầu tiên năm 1998.